# Akhisarspor
Maillots
Akhisarspor Kulübü est un club turc de football basé à Akhisar (province de Manisa). 
Les joueurs évoluent en vert et noir. Le club compte deux rivaux qui sont les clubs de Turgutluspor et Manisaspor. Le club joue ses matchs à domicile dans le stade du Manisa 19 Mayıs, qui est un stade aussi utilisé par ses rivaux de Manisaspor.

## Histoire
- 1970 : Fondation.
- 2010 : 1re promotion de son histoire en deuxième division.
- 2012 : 1re promotion de son histoire en première division.

Akhisar Belediyespor a été fondé en 1970 par le rassemblement de trois clubs de la ville de Manisa : Güneşspor, Gençlikspor et Doğanspor. Ses couleurs sont le noir, le vert et le jaune qui représentent respectivement les trois entités précitées. Yılmaz Atabarut fut son créateur et premier président.
Le club jouait dans les ligues turques amateurs jusqu'en 1984, année où ils furent promus en 4e division. Dix ans plus tard, ils grimpent en 3e division. 
Le club évoluera pendant 16 ans entre la 3e division et la 4e division. En 2010, ils montent pour la première fois en 2e division. Ils y restent deux ans et remportent ensuite cette ligue et accèdent en Spor Toto Süper Lig en 2012.
L'Akhisar Belediyespor remporte la Coupe de Turquie 2018 en battant en finale le club de Fenerbahçe sur le score de 3-2 : c'est le premier trophée remporté par le club. Il enchaîne en empochant la Supercoupe de Turquie de football 2018 contre Galatasaray (1-1, 5-4 aux t.a.b.). Dernier tireur du club stambouliote, Bafétimbi Gomis a vu sa frappe détournée par le gardien d'Akhisar. 
Le club bascule ensuite de nouveau dans les divisions inférieures, avec une 18ème place en Süper Lig lors de la saison 2018-2019, puis une 16ème place en 1. Lig (saison 2020-2021), puis encore une 16ème place en 2. Lig l'année suivante, ce qui le conduit en quatrième division pour la saison 2022-2023.

## Palmarès et statistiques

### Palmarès
| Compétitions nationales | Compétitions internationales |
| - Coupe de Turquie (1) : - Vainqueur : 2018 - Finaliste : 2019 - Supercoupe de Turquie de football (1) : - Vainqueur : 2018 - Finaliste : 2019 - Championnat de Turquie de D2 (1) : - Champion : 2012 - Championnat de Turquie de D3 (1) : - Champion : 2010 | - Néant                      |

### Records individuels
|   | Nom             | Matchs | Dates     |
| - | --------------- | ------ | --------- |
| 1 | Güray Vural     | 108    | 2012–2016 |
| 2 | Bruno Mezenga   | 106    | 2012–2016 |
| 3 | Merter Yüce     | 94     | 2012–2016 |
| 4 | Ahmet Cebe      | 87     | 2012–2016 |
| 5 | Oğuz Dağlaroğlu | 82     | 2012–2015 |

|   | Nom             | Buts | Dates           |
| - | --------------- | ---- | --------------- |
| 1 | Theofánis Gekas | 24   | 2013, 2014-2015 |
| 2 | Bruno Mezenga   | 20   | 2012–2016       |
| 3 | Oumar Niasse    | 12   | 2013-2014       |
| 4 | Hugo Rodallega  | 11   | 2015-           |
| 5 | Mehmet Akyüz    | 11   | 2013-2015       |

## Joueurs et personnalités du club

### Entraîneurs
Le tableau suivant présente la liste des entraîneurs du club depuis 1989.
| Rang | Nom                  | Période             |
| ---- | -------------------- | ------------------- |
| 1    | Atilla Özcan         | avr. 1989-juin 1990 |
| 2    | ?                    | juin 1990-oct. 1996 |
| 3    | Ferudun Şaban Yarkın | oct. 1996-mai 1999  |
| 4    | Behiç Basatuğrul     | juin 1999-mai 2000  |
| 5    | ?                    | juin 2000-oct. 2000 |
| 6    | Can Cangök           | oct. 2000-mai 2003  |

| Rang | Nom             | Période              |
| ---- | --------------- | -------------------- |
| 7    | Turgut Uçar     | août 2003-avr. 2004  |
| 8    | Atilla Özcan    | avr. 2004-févr. 2006 |
| 9    | ?               | févr. 2006-mai 2006  |
| 10   | Mustafa Serin   | août 2006-oct. 2006  |
| 11   | Atilla Özcan    | oct. 2006-mars 2011  |
| 12   | Hamza Hamzaoğlu | mars 2011-mai 2014   |

| Rang | Nom                 | Période              |
| ---- | ------------------- | -------------------- |
| 13   | Mustafa Reşit Akçay | juin 2014-déc. 2014  |
| 14   | Roberto Carlos      | déc. 2014-mai 2015   |
| 15   | Cihat Arslan        | juin 2015-sept. 2016 |
| 16   | Tolunay Kafkas      | sept. 2016-          |